# Justicia cuspidulata
Justicia cuspidulata är en akantusväxtart som först beskrevs av Christian Gottfried Daniel Nees von Esenbeck, och fick sitt nu gällande namn av D.C. Wasshausen. Justicia cuspidulata ingår i släktet Justicia och familjen akantusväxter. Inga underarter finns listade i Catalogue of Life.